# Pierre-Marie-Nicolas Michelot
Pour les articles homonymes, voir Michelot.
Pierre Marie Nicolas Michelot, mieux connu sous le nom de Théodore Michelot, né à Paris le 7 juin 1786 et mort à Passy le 18 décembre 1856,, est un acteur français, sociétaire de la Comédie-Française.

## Biographie
Après de bonnes études classiques, Michelot participe au théâtre dit de société joué dans les salons par des amateurs, avant d’entrer à la Comédie-Française en 1805. Il s’y fait remarquer dans Britannicus de Jean Racine, mais aussi dans une pièce plus légère, reprise des Fausses Infidélités de Nicolas Barthe.
De petite taille, doté d’une physionomie sèche et dure, ce « grand comédien miniature » selon les critiques de l’époque, apparaissait peu apte à incarner les rôles pathétiques. Il était de plus handicapé par le timbre de sa voix, assez particulier, qui l’empêchait de varier son registre. Pour autant, Michelot était un travailleur infatigable, qui corrigea par l’étude ses défauts naturels. Sans profiter d'une position de premier plan, il acquit peu à peu une réputation enviable, celle d’un comédien solide et expérimenté, rompu à toutes les techniques théâtrales et capable, de plus, de les enseigner aux autres.
Reçu sociétaire en 1807, il créa durant sa carrière un nombre considérable de rôles - près de 200 - tout en abordant une grande variété de compositions, de la tragédie à la comédie, en passant par le drame. À cause d’une surdité qui le força à abandonner la scène relativement tôt, Michelot exerça des fonctions d’enseignement qui confortèrent sa renommée auprès du public parisien. Outre les cours d’art oratoire qu’il organisa chez lui durant de nombreuses années pour diverses personnalités, Talma l’avait en 1810 pris comme adjoint dans sa classe de déclamation au Conservatoire de Paris. S’il succéda au maître trois ans plus tard, il occupa ensuite diverses chaires dans cette spécialité en décomposant, sans doute parfois excessivement, toutes les nuances de l’art vocal. Ainsi, en 1825, il donne des cours de déclamation spéciale à l’Opéra-Comique pour aborder ensuite, en 1831, la déclamation dramatique. Enfin, en 1845, reprenant le poste d’Édouard Batiste, il enseigne la déclamation lyrique jusqu’à sa retraite en 1851.
Homme de culture, connaissant à fond le répertoire classique, Michelot s’intéressa à l’évolution et à la grammaire de la langue française, sujet sur lequel il publia plusieurs études. Il fut aussi un découvreur de talents. Il conseilla ainsi à Mlle Paradol d’opter pour la tragédie et d’abandonner le chant avant de la faire entrer, avec son soutien, au Théâtre-Français. Plus déterminant encore, Michelot dirigea la grande Rachel au tout début de sa carrière.

### Famille

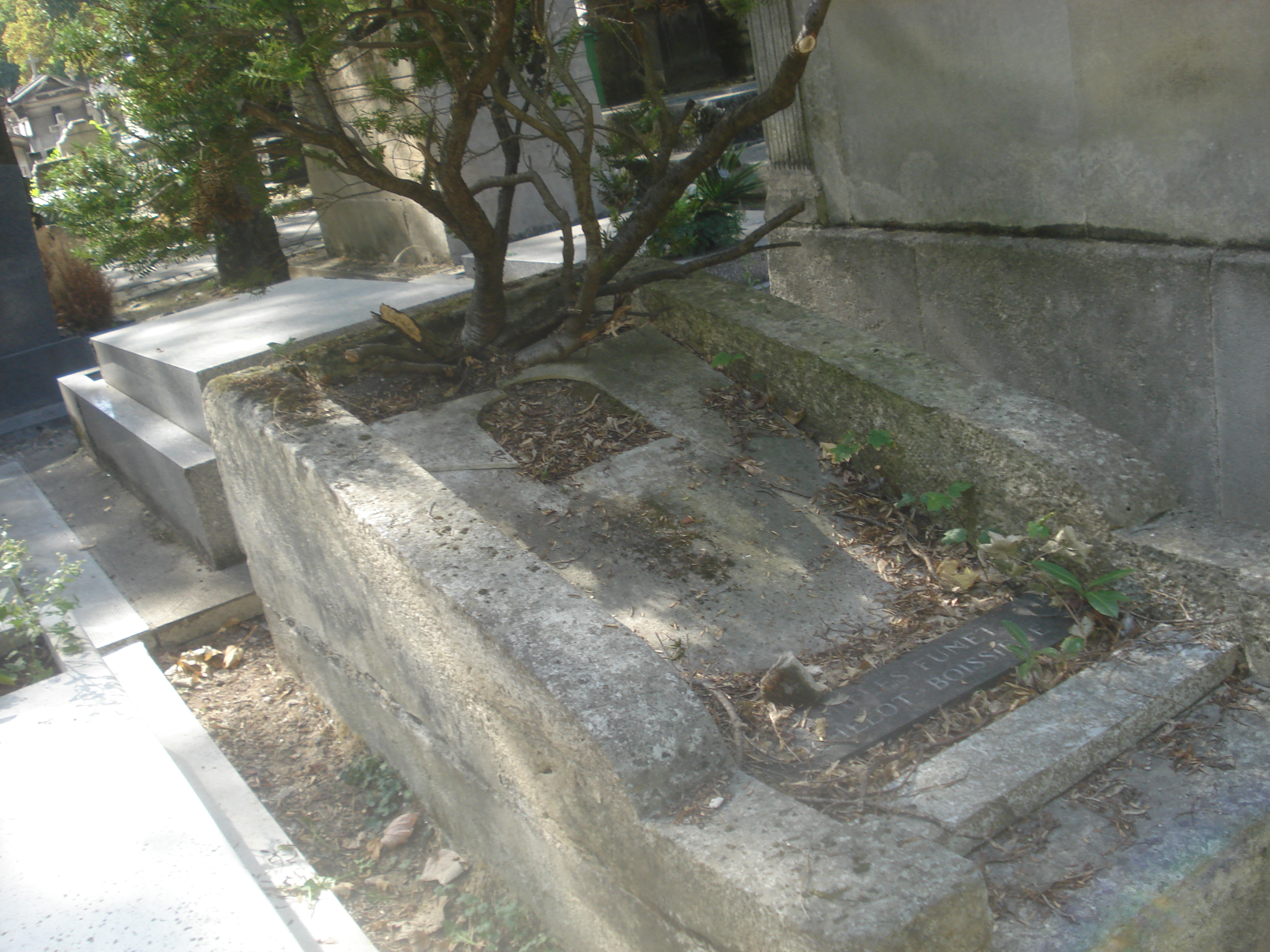
Sépulture de Théodore Michelet, Jenny Boissière et Jenny Fumet au cimetière de Montmartre.

Pierre-Marie-Nicolas Michelot est le fils de Jean Michelot, interprète-traducteur, et Anne Garnier. Il épouse Jeanne-Nicole Boissière, (1792-1839), le 19 janvier 1814 à Paris (Saint-Roch). Son épouse est aussi une actrice de la Comédie-Française sous le nom de Mlle Jenny Boissière, puis de Mme Michelot. Jeanne-Nicole Boissière est la sœur de Marie-Pierre Boissière, danseuse de l'Opéra sous le nom de Marinette Boissière. Marie-Pierre Boissière est l'épouse du premier violon de l'Opéra Jean-Marie-Louis Launer, (-1839), le couple Launer-Boissière, fera l'acquisition de la maison Carli, maison d'édition de musique, en 1828, pour fonder les éditions Launer, qui seront reprises par Etienne Girod, (1823-1880), l'époux de leur petite-fille Antoinette-Louise-Marie Manéra, (1838-1906), qui fondera les éditions Girod, ces dernières seront vendues en 1919 à la maison Alphonse Leduc.
Pierre-Marie-Nicolas Michelot est le père de Jeanne-Marie-Nicole Michelot, (1917-1914), épouse de Jacques Fumet, mariés le 18 juillet 1839 Paris 2e ancien. Connue sous le nom de Mme Fumet, elle est une des dirigeantes du mouvement fouriériste, entre 1888 et 1914.

## Jugement
Stendhal, qui le vit au Théâtre-Français en 1805 dans les rôles de Britannicus puis dans Phèdre, indique dans son Journal que « Michelot ne fera jamais rien dans la tragédie et manque de chaleur dans la comédie quoi qu’il ait bien tous les petits gestes qu’on appelle la grâce ». En 1813, l’écrivain, qui le voit dans L'Intrigante de Charles-Guillaume Étienne, ajoute qu’on « ne peut le louer, même sur son style, qui est bouffi, tendu, martelé, l’opposé du style de la comédie ».

## Théâtre

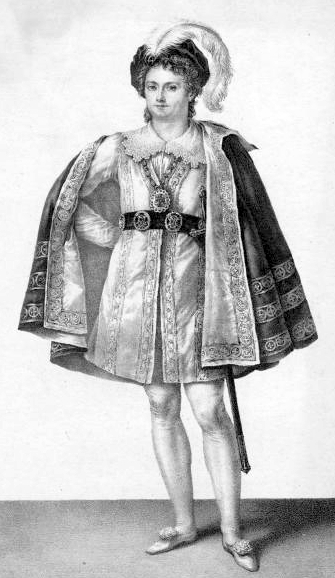
Michelot dans le rôle du comte d'Almaviva dans Le Barbier de Séville

### Carrière à la Comédie-Française
Entrée en 1805
Nommé 224e sociétaire en 1811
Doyen de 1830 à 1831
Départ en 1831
- 1805 : Britannicus de Jean Racine, Comédie-Française : Britannicus
- 1805 : Phèdre de Jean Racine, Comédie-Française : Hippolyte
- 1805 : Mithridate de Jean Racine, Comédie-Française : Xipharès
- 1805 : Anaximandre de François Andrieux : Mélidor
- 1805 : Le Mariage de Figaro de Beaumarchais, Comédie-Française : Pédrille
- 1805 : Les Plaideurs de Jean Racine, Comédie-Française : Léandre
- 1805 : Le Misanthrope de Molière, Comédie-Française : Clitandre
- 1806 : Nicomède de Pierre Corneille : Attale
- 1806 : Athalie de Jean Racine : lévite puis Ismaël
- 1806 : Bajazet de Jean Racine : Bajazet
- 1806 : Omasis ou Joseph en Égypte de Pierre Baour-Lormian : Nephtali
- 1806 : Octavie de Jean-Marie Siouriguères de Saint-Marc : Cégeste
- 1807 : Iphigénie de Jean Racine, Comédie-Française : Eurybate
- 1807 : Tartuffe de Molière, Comédie-Française : Damis
- 1807 : La Mort de Du Guesclin de Hyacinthe Dorvo : Clisson
- 1807 : Abdélazis et Zuleima de Pierre-Nicolas André de Murville : Ali
- 1807 : Le Mariage de Figaro de Beaumarchais : l'huissier
- 1809 : Médiocre et rampant ou le Moyen de parvenir de Louis-Benoît Picard : Charles
- 1809 : La Fontaine chez Fouquet de Henri-François Dumolard : Beauchêne
- 1809 : George Dandin de Molière : Clitandre
- 1809 : L'École des mères de Marivaux : Eraste
- 1809 : Monsieur Musard ou Comme le temps passe de Louis-Benoît Picard : Eugène
- 1809 : Les Capitulations de conscience de Louis-Benoît Picard : Saint-Gérant
- 1808 : Andromaque de Jean Racine : Pylade
- 1809 : La Revanche de François Roger et Augustin Creuzé de Lesser : Henry
- 1809 : Vitellie de A. de Selve : Asiaticus
- 1810 : Tartuffe de Molière : Damis
- 1810 : Le Prisonnier en voyage de A. J. de Launay-Vasary : Hervey
- 1810 : Le Mariage de Figaro de Beaumarchais : Grippesoleil
- 1810 : Les Deux gendres de Charles-Guillaume Étienne : Charles
- 1811 : Les Jeunes Amis de François-Joseph Souque : Carle
- 1811 : La Manie de l'indépendance d'Augustin Creuzé de Lesser : Florival
- 1811 : Les Pères créanciers d'Eugène de Planard : Valcour
- 1811 : Annibal de A. J. Denormandie : Flaminius
- 1812 : Le Ministre anglais de François-Louis Riboutté : Norlis
- 1812 : Eugénie de Beaumarchais : Sir Charles
- 1812 : L'Officieux d'Adrien-Nicolas de La Salle : Florival
- 1812 : L'Indécis d'Alexis de Charbonnières : Valère
- 1813 : Tippo-Saëb d'Étienne de Jouy : Seymour
- 1813 : Le Misanthrope de Molière : Oronte, Acaste
- 1813 : L'Intrigante ou l'École des familles de Charles-Guillaume Étienne : Sainville
- 1813 : La Suite d'un bal masqué d'Alexandrine-Sophie de Bawr : Saint-Albe
- 1813 : La Nièce supposée d'Eugène de Planard
- 1813 : Tartuffe de Molière : Valère
- 1813 : Le Barbier de Séville de Beaumarchais : le comte Almaviva
- 1813 : Andromaque de Jean Racine : Pyrrhus
- 1814 : Fouquet de J. R. de Gain-Montagnac : un mousquetaire
- 1814 : La Rançon de Du Guesclin d'Antoine-Vincent Arnault : Felton
- 1814 : L'Hôtel garni ou la Leçon particulière de Marc-Antoine-Madeleine Désaugiers et Michel-Joseph Gentil de Chavagnac : Blincourt
- 1814 : Les États de Blois ou La Mort du duc de Guise de François Just Marie Raynouard : D'Aineville
- 1815 : Les Deux voisines de Marc-Antoine-Madeleine Désaugiers et Michel-Joseph Gentil de Chavagnac : Charles
- 1815 : Jeanne Gray de Charles Brifaut : Guilfort
- 1815 : Racine et Cavois de Charles-Guillaume Étienne : Clarencourt
- 1815 : Démétrius d'Étienne-Joseph-Bernard Delrieu : Antiochus
- 1815 : La Méprise d'Alexandrine-Sophie de Bawr : Dorsange
- 1816 : Henri IV et Mayenne de Rancé et Thauélon de Lambert : Mayenne
- 1816 : Alexandre et Apelle d'Alexandre-Jean-Joseph de La Ville de Mirmont : Apelle
- 1816 : Charlemagne de Népomucène Lemercier : Astrade
- 1816 : Laquelle des trois ? de Charlotte Vanhove : M. de Florwel
- 1816 : Le Médisant d'Étienne Gosse : Duvernois fils
- 1816 : L'Anniversaire ou Une journée de Philippe-Auguste de Rancé et Théaulon de Rambert : le comte Roger
- 1816 : L'Artisan politique de Théodore-Henri Barrau : M. Wolden
- 1817 : Le Faux Bonhomme de Népomucène Lemercier : d'Olban
- 1817 : Germanicus d'Antoine-Vincent Arnault : Marcus
- 1817 : Le Trésor de François Andrieux : Germain
- 1817 : Phocion de Jacques-Corentin Royou : Phocion fils
- 1817 : Adrienne Lecouvreur d'Armand-Jean Charlemagne : Maurice de Saxe
- 1818 : L'Ami Clermont de Benoît-Joseph Marsollier des Vivetières : Balzac
- 1818 : Le Susceptible par honneur d'Étienne Gosse : Déricour
- 1818 : Le Rêve du mari de François Andrieux : Darlière
- 1818 : La Fille d'honneur d'Alexandre Duval : le baron
- 1819 : Orgueil et vanité de Joseph-François Souque : Eugène
- 1819 : Jeanne d'Arc à Rouen de Charles-Joseph Robillard d'Avrigny : Dunois
- 1819 : Les Femmes politiques d'Étienne Gosse : Saint-Prix (prologue)
- 1819 : Louis IX de Jacques-François Ancelot : Nouradin
- 1819 :  Le Frondeur de Jacques-Corentin Royou : Valère
- 1819 : Le Marquis de Pomenars de Sophie Gay : Pomenars
- 1820 : Marie Stuart d'après Friedrich von Schiller : Mortimer
- 1820 : Le Flatteur d'Étienne Gosse : Fauvil
- 1820 : Jean de Bourgogne de Guilleau de Formont : le chancelier
- 1820 : Clovis de Jean-Pons-Guillaume Viennet : Syagrius
- 1821 : Le Mari et l'amant de Jean-Baptiste Vial : le colonel Saint-Léger
- 1821 : Tartuffe de Molière : Tartuffe
- 1821 : Le Faux bonhomme d'Alexandre Duval : Saint-Géran
- 1821 : L'Heureuse rencontre d'Eugène de Planard : le marquis
- 1821 : La Mère rivale de Casimir Bonjour : Belcour
- 1821 : Faliero d'Étienne Gosse : Benintende
- 1821 : Les Plaideurs sans procès de Charles-Guillaume Étienne : Raymond
- 1821 : Sylla d'Étienne de Jouy : Claudius
- 1822 : Le Ménage de Molière de Justin Gensoul et J. A. N. Naudet : Mignard
- 1822 : Le Sourd ou l'Auberge pleine de Desforges : Saint-Firmin
- 1822 : Regulus de Lucien Arnault : Publius
- 1822 : Les Quatre âges de Pierre-François Camus de Merville : Volrade
- 1823 : Fielding d'Édouard Mennechet : Fielding
- 1823 : L'Homme aux scrupules de Richard Faber : Damis
- 1823 : Le Maire du palais de Jacques-François Ancelot : Clovis
- 1823 : L'Éducation ou les Deux cousines de Casimir Bonjour : Rosambert
- 1823 : La Route de Bordeaux de Marc-Antoine Désaugiers, Michel-Joseph Gentil de Chavagnac et Gersain : d'Héricourt
- 1824 : Richard III et Jeanne Shore de Népomucène Lemercier : Lord Hastings
- 1824 : Le Méchant malgré lui de Théophile Dumersan : Mérinval
- 1824 : Bothwell d'Adolphe Simonis Empis : le Roi
- 1824 : Eudore et Cymodocée de Gary : un centurion
- 1824 : La Saint-Louis à Sainte-Pélagie de Jean-Baptiste-Pierre Lafitte : Florbel
- 1824 : Le Mari à bonnes fortunes de Casimir Bonjour : Derville
- 1824 : Une journée de Charles V de Nicolas-Paul Duport : Charles V
- 1825 : Le Cid d'Andalousie de Pierre-Antoine Lebrun : Sanche IV de Castille
- 1825 : Le Roman d'Alexandre-Joseph-Jean de la Ville de Mirmont : Dupré
- 1825 : L'Auteur et l'avocat de Paul Duport : Dorneville
- 1825 : Lord Davenant de Jean-Baptiste Vial, Justin Gensoul et Jean-Baptiste Milcant : Lord Davenant
- 1825 : Le Béarnais de Ramond de la Croisette, Fulgence de Bury et Paul Ledoux : le comte
- 1825 : La Princesse des Ursins d'Alexandre Duval : le duc
- 1826 : L'Amitié des deux âges de Henri Monier de La Sizeranne : Valmore
- 1826 : L'Agiotage de Louis-Benoît Picard et Adolphe Simonis Empis : Saint-Clair
- 1826 : L'Argent de Casimir Bonjour : Dalvincourt
- 1826 : Le Jeune mari d'Édouard-Joseph-Ennemond Mazères : Oscar
- 1827 : Louis XI à Péronne de Jean-Marie Mély-Janin : Louis XI
- 1827 : Lambert Simnel ou le Mannequin politique de Louis-Benoît Picard et Adolphe Simonis Empis : Stanley
- 1827 : Les Trois quartiers de Louis-Benoît Picard et Édouard-Joseph-Ennemond Mazères : Martigny
- 1827 : L'Ami de tout le monde d'Alexandrine-Sophie de Bawr : Dolban
- 1827 : Le Mariage d'argent d'Eugène Scribe : Poligny
- 1828 : Le Dernier jour de Tibère de Lucien Arnault : Tibère
- 1828 : Jamais à propos de Louis-Benoît Picard et Adolphe Simonis Empis : Dorbeuil
- 1828 : Olga ou l'Orpheline moscovite de Jacques-François Ancelot : Obolenski
- 1828 : Les Intrigues de cour d'Étienne de Jouy : Cardaval
- 1828 : L'Espion de Jacques-François Ancelot et Édouard-Joseph-Ennemond Mazères d'après James Fenimore Cooper : Harper
- 1829 : Henri III et sa cour d'Alexandre Dumas : Henri III
- 1829 : Le Bon garçon de Louis-Benoît Picard et Édouard-Joseph-Ennemond Mazères : Fauville
- 1829 : Le Complot de famille d'Alexandre Duval : le comte de Grandval
- 1829 : Les Femmes savantes de Molière : Clitandre[17]
- 1829 : Le Protecteur et le mari de Casimir Bonjour : Daranville
- 1829 : Élisabeth d'Angleterre de Jacques-François Ancelot : le comte d'Essex
- 1829 : Les Inconsolables d'Eugène Scribe : M. de Courcelles
- 1830 : Hernani de Victor Hugo : Don Carlos
- 1830 : Un an ou le Mariage d'amour de Jacques-François Ancelot : le comte de Lesseville
- 1830 : L'Envieux de Hyacinthe Dorvo : Ducreux
- 1830 : La Dame et la demoiselle d'Adolphe Simonis Empis et Édouard-Joseph-Ennemond Mazères : de Vilbrun
- 1830 : 1760 ou Une matinée de grand seigneur d'Alexandre de Longpré : le colonel
- 1831 : Les Intrigants ou la Congrégation d'Alexandre-Jean-Joseph de La Ville de Mirmont : de Rougeval

## Source
- « Pierre Larousse, Grand Dictionnaire universel du XIXe siècle, tome XI, 1875. » page 225.
- « Dictionnaire de la Conversation et de la Lecture. (W. Duckett, directeur de la Rédaction. 52 tom. Supplément, etc.) ; 1850 » page 339.
- « Biographie universelle et portative des contemporains ; ou, Dictionnaire historique des hommes vivants et des hommes morts depuis 1788 jusqu'à nos jours ; 1836 » page 464.
- « Biographie universelle ancienne et moderne ; Volume 28 ; Michaud ; 1854 » page 252.